# Anne-Josèphe Michel de Roissy
 (juin 2017).
Anne-Josèphe Michel de Roissy, comtesse de Coigny par son mariage, est restée célèbre par son goût pour l'anatomie et la dissection. 
Née en 1753 dans la paroisse Saint-Sulpice, 6e arrondissement de Paris, son décès, en 1775, dans l'hôtel de Coigny, anciennement rue Nicaise (26-27) serait lié à cette pratique.

## Biographie

### Ascendance
Fille de Charles François Michel de Roissy (1727-1755) receveur général des finances à Montauban de 1723 à 1742, puis à Bordeaux, trésorier général de l’extraordinaire des guerres en Dauphiné, secrétaire du roi en la grande chancellerie de France en 1728 et anobli par cette charge, marié en 1749 à Geneviève Renée de Villette (1731-1755). La mère d'Anne-Josèphe était issue de Pierre Charles de Villette (1700-1763), secrétaire du roi et avocat au Parlement et de Charlotte Cordier de Launay de Montreuil dont la nièce, Pélagie, sera mariée au marquis de Sade. Elle n'a que deux ans, lorsque ses frères et elle perdent leurs deux parents, la même année. Elle a pour frères :
- Charles Michel de Roissy 1750-1758
- Joseph Charles Michel de Roissy 1751-1826[1]

### La passion anatomique
Les mémorialistes signalent le squelette ou cadavre que Mme de Coigny emportait dans tous ses déplacements, dans une caisse placée au fond de sa berline. Les frères Grimm, Mme de Genlis et d'autres relatent cette anecdote. Il est plus probable qu'il se soit agi d'un mannequin de cire réalisé par un artiste céroplasticien, tel que ceux de Mlle Biheron, par exemple. L'anatomie était alors une discipline à la mode qui suscitait un intérêt soutenu de la part de la gent féminine, comme le précisent les frères Goncourt dans La Femme au dix-huitième siècle. Certaines femmes devenaient pointues dans ce domaine de la connaissance médicale, comme MmeThiroux d'Arconville qui avait publié le fruit de ses expériences dans son Essai pour servir à l'histoire de la putréfaction, paru en 1766.

### Fauchée en pleine jeunesse
Anne-Josèphe avait épousé, le 18 mars 1767, à Nogent-sur-Marne, Augustin-Gabriel de Franquetot, comte de Coigny (1740-1817), frère du duc et maréchal de Coigny. Le comte de Coigny était mestre de camp au régiment de Bourbon cavalerie, gouverneur des ville & château de Fougères en Bretagne, et chevalier d’honneur de Madame Elisabeth en 1778. La dot qu'elle apportait permit au comte de Coigny de se relever de ses dettes et d'acquérir le château de Mareuil-en-Brie en 1771, dont il fit une somptueuse demeure champêtre, mais l'édifice fut fortement remanié au XIXe siècle. De leur union naît, en 1769, la belle et rebelle, Aimée de Coigny, qui inspire La Jeune captive au poète André Chénier. 
En 1774, la comtesse de Coigny devient amie avec la duchesse de Choiseul, qui apprécie sa vivacité, et son instruction. Elle avait auparavant lié une relation d'amitié en 1772 avec Marie-Jeanne-Constance de Voyer d'Argenson (1734-1783), cousine de son époux, elle aussi passionnée d'anatomie. La marquise de Voyer la soignera durant sa longue agonie qui s'achève, le 23 octobre 1775, dans l'hôtel des Coigny, rue Saint-Nicaise. Son destin tragique et la précocité de sa mort, puisqu'elle est emportée dans sa vingt-deuxième année, ont marqué les mémoires de ses contemporains. 